# Joseph R. West

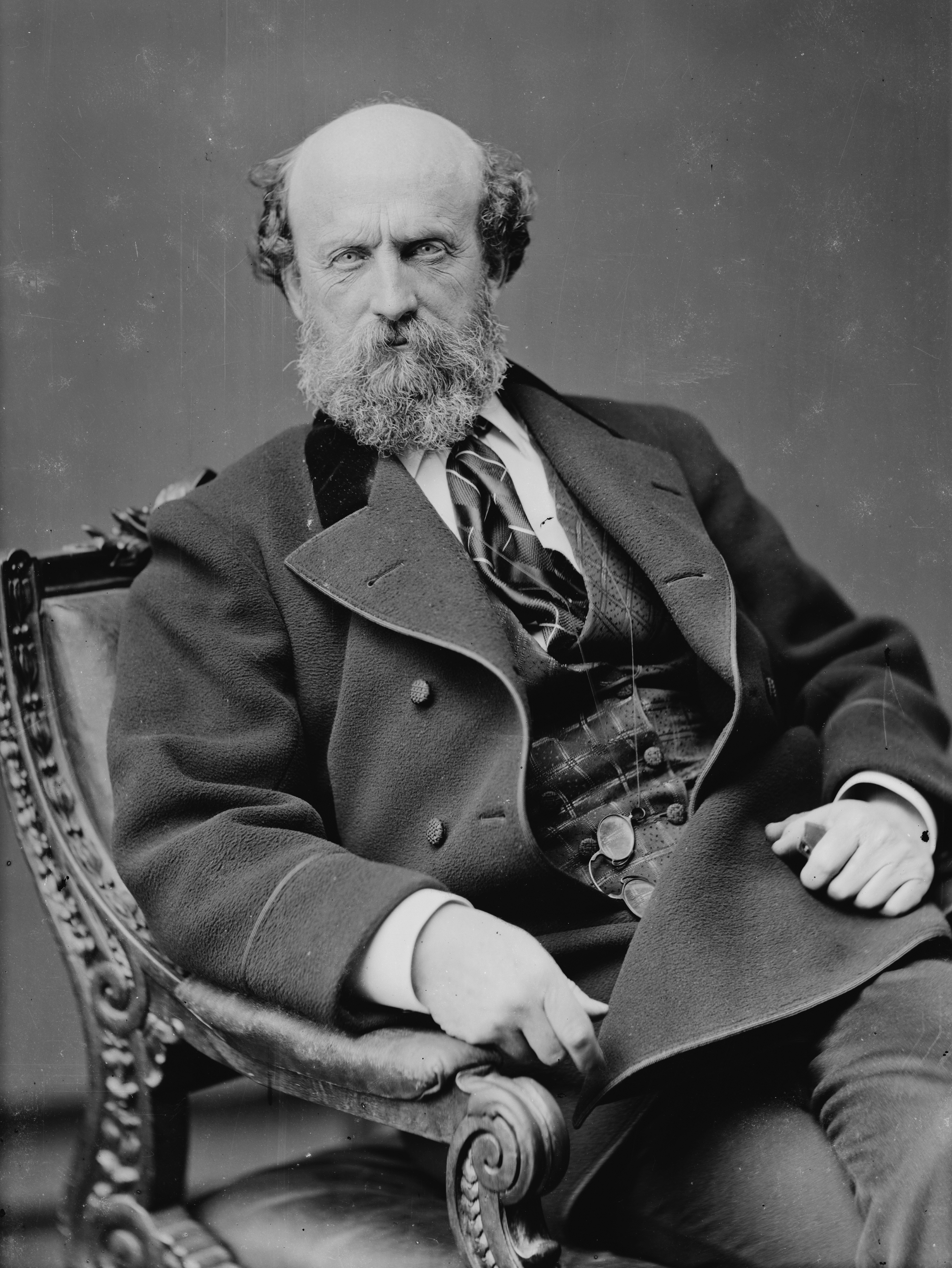
Joseph R. West

Joseph Rodman West (* 19. September 1822 in New Orleans; † 31. Oktober 1898 in Washington, D.C.) war ein US-amerikanischer Politiker (Republikanische Partei), der den Bundesstaat Louisiana im US-Senat vertrat. Er diente auch während des Sezessionskrieges als General in der Unionsarmee.

## Frühe Jahre
Joseph West war noch ein Kleinkind, als seine Eltern mit ihm 1824 nach Philadelphia zogen, wo er in Privatschulen unterrichtet wurde. Von 1836 bis 1837 besuchte er die University of Pennsylvania, ehe er 1841 nach New Orleans zurückkehrte. Während des Mexikanisch-Amerikanischen Krieges bekleidete er den Rang eines Captain und führte ein Regiment von Freiwilligen aus Washington, D.C. und Maryland. Ab 1849 war er in San Francisco im Zeitungsgeschäft tätig. Ihm gehörte dort der San Francisco Price Current.

## Im Sezessionskrieg
Nach Ausbruch des Sezessionskrieges trat West 1861 der Unionsarmee bei, in der er zunächst als Lieutenant in einem Infanterieregiment aus Kalifornien diente. Später wurde er zum Colonel und schließlich zum Brigadegeneral befördert. Die meiste Zeit des Krieges verbrachte er im New-Mexico-Territorium und im Arizona-Territorium.
Im Januar 1863 war West an der Ermordung des Apachen-Häuptlings Mangas Coloradas beteiligt, eines ehemaligen Verbündeten der US Army im Krieg gegen die Mexikaner. Obwohl Mangas Coloradas mit einer weißen Flagge ins Fort McLane nahe dem heutigen Hurley (New Mexico) kam, wurde er von Wests Soldaten gefangen genommen, gefoltert und schließlich getötet. Offiziell hieß es, er sei auf der Flucht erschossen worden.
Nach dem Krieg wurde Joseph West 1866 in den Brevet-Rang eines Major General erhoben.

## Öffentliche Ämter
West kehrte nach New Orleans, wo er von 1867 bis 1871 als stellvertretender US Marshal sowie als Rechnungsprüfer bei der Zollbehörde arbeitete.
Im Jahr 1870 wurde er als Republikaner in den US-Senat gewählt, wo er eine komplette Legislaturperiode vom 4. März 1871 bis zum 3. März 1877 absolvierte; zur Wiederwahl trat er nicht an. Während dieser Zeit war er unter anderem Vorsitzender des Eisenbahnausschusses. Nach seinem Ausscheiden aus dem Senat gehörte er von 1882 bis 1885 dem Board of Commissioners von Washington, D.C. an, dem dreiköpfigen politischen Führungsgremium des Bundesdistrikts. Von 1882 bis 1883 stand er diesem als Präsident vor und übte somit faktisch das Amt eines Bürgermeisters von Washington aus.
Joseph West zog sich 1885 aus der Politik zurück und starb 1898 in Washington. Er wurde auf dem Nationalfriedhof Arlington beigesetzt.